# Kokkedals slott, Själland
För andra betydelser, se Kokkedals slott.

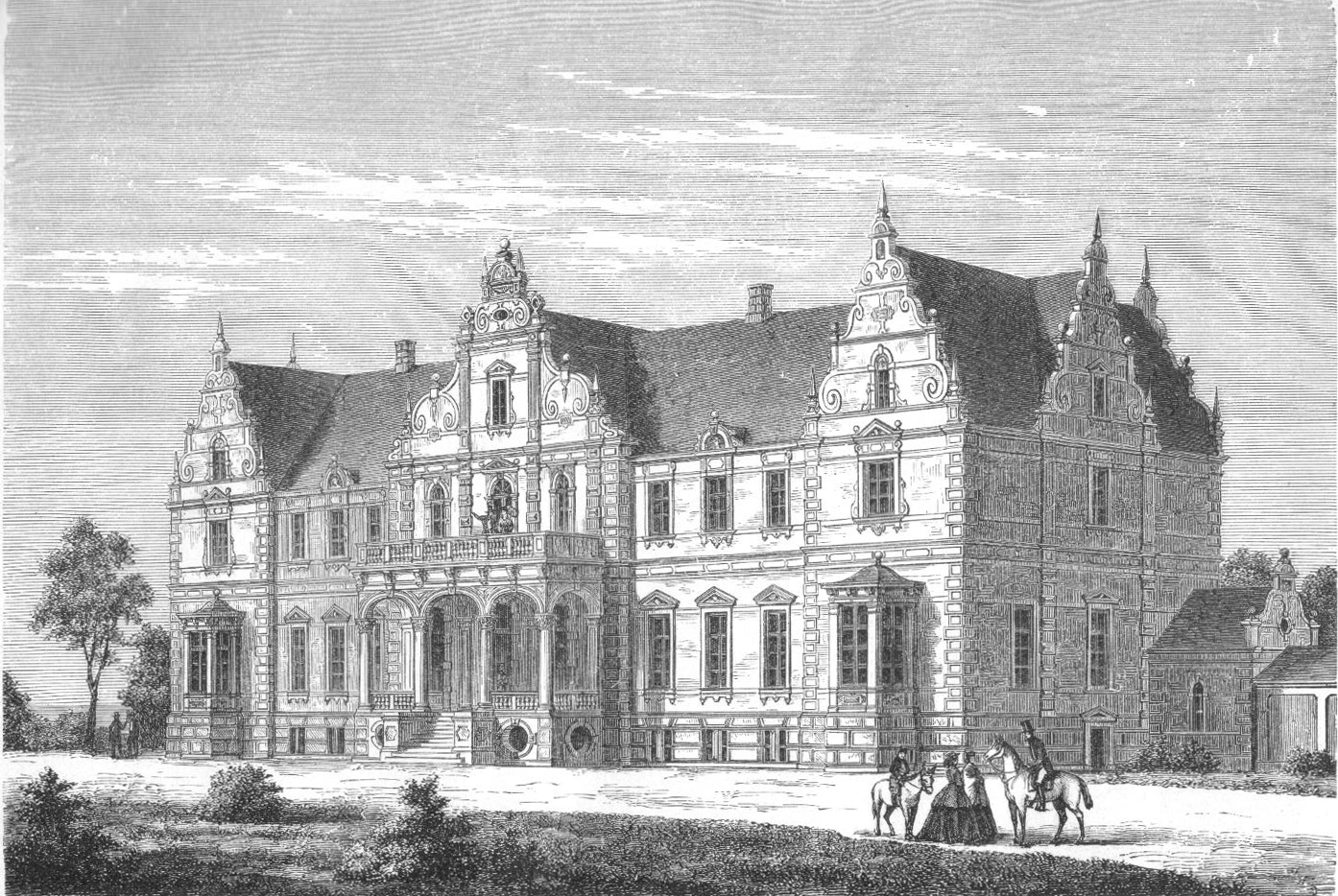
Kokkedals slott, 1867.

Kokkedals slott är ett gods, ursprungligen en herrgård, beläget vid Mikkelborg i Hørsholm kommun i Nordsjälland. Namnet Kokkedal slott fick herrgården i samband en försäljning på 1960-talet. Sedan 2011 är det hotell.

## Historia
År 1746 lät statsråd Christian August von Berckentin bygga en sommarbostad ("Landhaus Cockedahl") på en tomt som hade avstyckats från Hirschholms slott. Herrgården, som ritats av Johann Gottfried Rosenberg, var byggd i en våning med brutet tak. Efter några olika ägarbyten köptes den av konsul Frederik H. Block 1864. Den gamla huvudbyggnaden revs och en ny byggnad i två våningar uppfördes i renässansstil.
Från 1963-1993 ägdes slottet av Hørsholm kommun. Det såldes för att byggas om till hotell och restaurang. Så skedde dock inte, slottet förföll och återgick i kommunens ägo 2003. Två år senare såldes slottet igen och ombyggnaden kunde äntligen börja.
På grund av förfallet (röta och svamp) och att man valde att renovera i stället för att restaurera är endast lite av interiören bevarad. Kakelugnarna finns dock kvar. Förvaltarbostaden revs 2008 och ersattes av byggnader i gammal stil.